# Familles Van Goetsenhoven
Pour les articles homonymes, voir Goetsenhoven (homonymie).
Cette page explique l’histoire ou répertorie les différents membres de la famille Van Goetsenhoven.

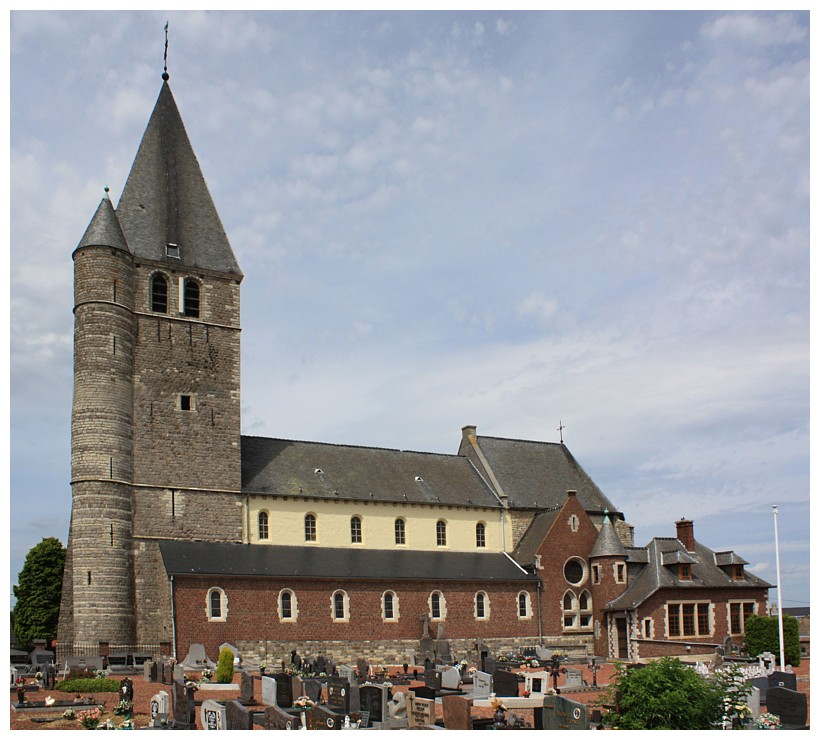
L'église du village de Gossoncourt (en néerlandais Goetsenhoven), à l'origine du patronyme Van Goetsenhoven.

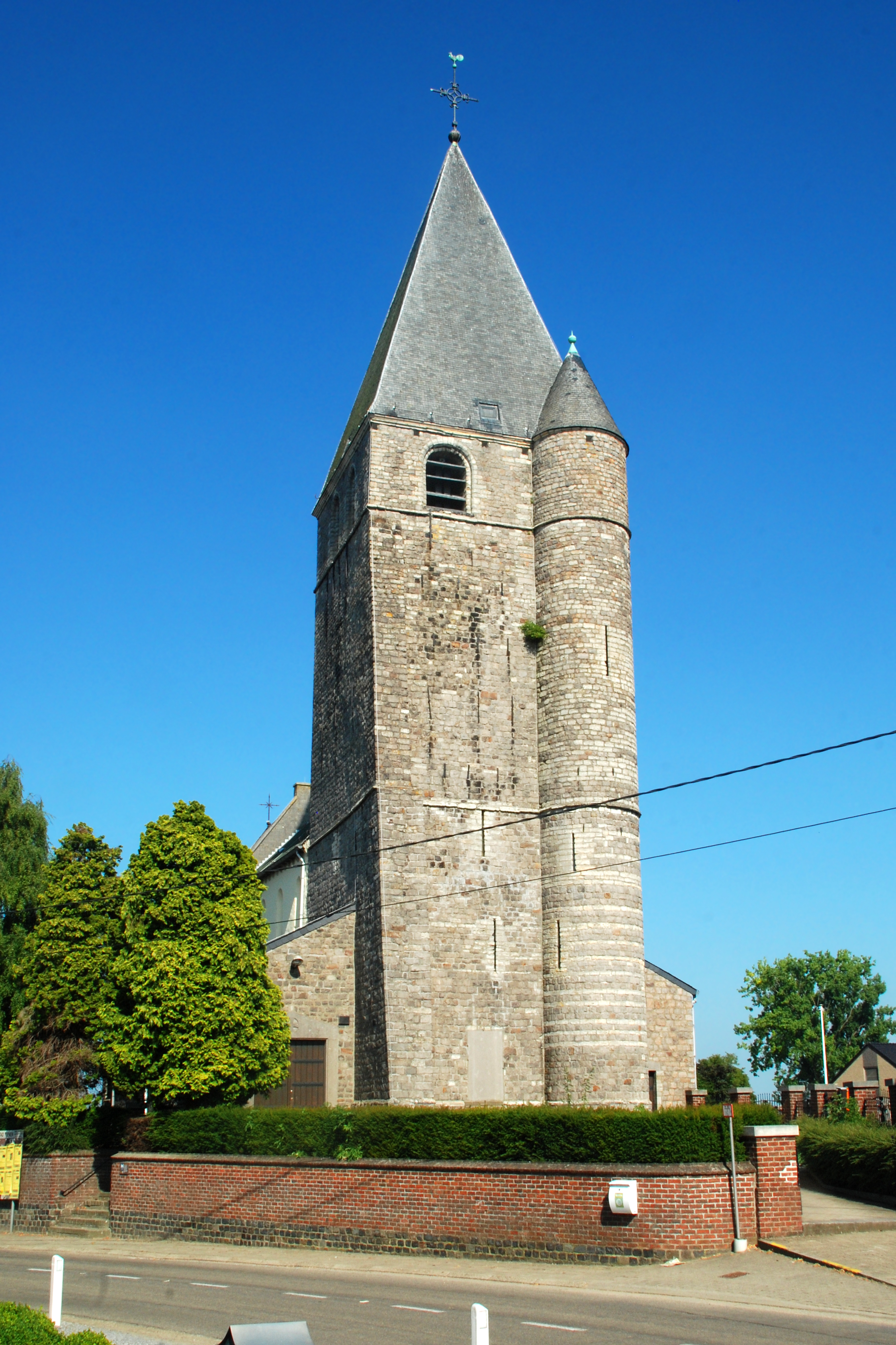
Le célèbre donjon médiéval de l'église de Gossoncourt.

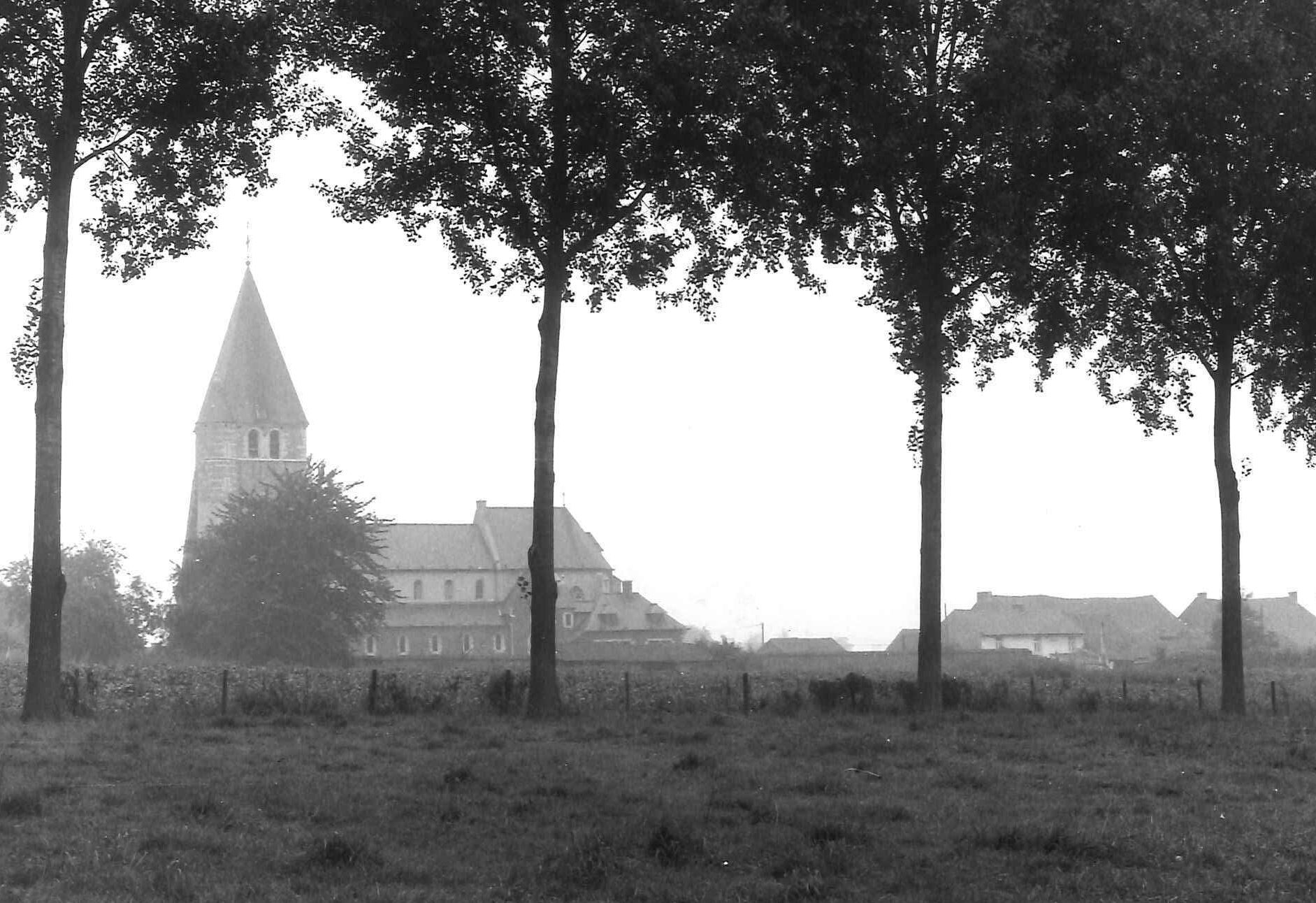
L'église de Gossoncourt et la campagne environnante.

Le nom de famille Van Goetsenhoven comporte de nombreuses variantes. Il fait référence au village du même nom, appelé officiellement en néerlandais Goetsenhoven et connu en français sous le nom de Gossoncourt, situé près de Tirlemont, en Belgique, dans le Brabant flamand. L'église de Gossoncourt a été bâtie dans les premières années du XIIe siècle, ce qui indique que l'origine du village remonte au moins au XIe siècle. Il en reste aujourd'hui un célèbre donjon médiéval.
Le nom Van Goetsenhoven fut porté par les seigneurs de ce village aux XIIIe et XIVe siècles.
Ce nom, indiquant une origine, peut aussi avoir été porté par d'autres familles originaires du Brabant, rurales ou urbaines. C'est ainsi qu'à partir du XVe siècle, on rencontre dans les sources bibliographiques des personnes portant ce nom et dont on ne peut affirmer avec certitude qu'elles appartiennent toujours à la famille de Gosuin van Goetsenhoven.
Le village de Gutschoven, en Limbourg, comporte en outre une étymologie semblable.

## Orthographe du nom de famille
De nombreuses variantes orthographiques existent pour le nom de famille « Van Goetsenhoven » : Van Goitsenhoven, Van Godtsenhoven, Van Goidtshoven, Vangoidsenhoven, Vangoitsenhoven, Van Goidsenhoven, Van Godsenhove, etc ; l'origine commune est le nom « Goetsenhoven », localisé au Brabant flamand.
La Bibliothèque royale de Belgique abrite par exemple une généalogie manuscrite de la famille Van Goidtshoven, puis des fonds documentaires aux noms de la famille Van Go(i)dtsenhoven, des quartiers Goetsnoven et des armoiries Goetsenhoven.

## Lien avec le toponyme Goetsenhoven
Plusieurs publications,,, ont examiné l'origine du toponyme Goetsenhoven, connu en français sous le nom Gossoncourt. Il s'agirait d'un maître ou d'un seigneur appelé Gosuin (ou Gozelen), qui permettait aux ouvriers ou aux serfs de travailler à la ferme, à la manse ou au manoir (hof ou hove).
Le village Goetsenhoven s'est développé autour de cette ferme au XIe siècle. L'église avec son célèbre donjon médiéval est édifiée au XIIe siècle, puis le nom Van Goetsenhoven porté par les seigneurs de Gossoncourt aux XIIIe et XIVe siècles.

## Quelques porteurs du nom auxXIIIeetXIVesiècles
L'historiographie des individus nommés Gosuin van Goetsenhoven, de père en fils, à partir du XIIIe siècle, permet d'établir une généalogie de cette famille. Cette généalogie repose sur l'existence des personnes composant l'arbre généalogique ci-dessous :
|                                                                            |                                                                            |                                                                            |                                                                            |                                                                            |                                                                            |  |  |                      |                      |                      |                      |                      |                      |                                                                                    |                                                                     |                                                                                          |                                                                                          |                                                                                          |                                                                                          |                                                                                          |                                                                                          |                                                      |                                                      |                                                      |                                                      |                                                      |                                                      |                 |                 |                                                                     |                                                                     |                                                                     |                                                                     |                                                                     |                                                                     |                         |                         |  |  |  |  |  |  |  |  |  |  |  |  |  |  |
|                                                                            |                                                                            |                                                                            |                                                                            |                                                                            |                                                                            |  |  |                      |                      |                      |                      |                      |                      | Gosuin II van Goetsenhoven Seigneur de Gossoncourt, Chevalier †1260 abbaye de Parc |                                                                     |                                                                                          |                                                                                          |                                                                                          |                                                                                          |                                                                                          |                                                                                          |                                                      |                                                      |                                                      |                                                      |                                                      |                                                      |                 |                 |                                                                     |                                                                     |                                                                     |                                                                     |                                                                     |                                                                     |                         |                         |  |  |  |  |  |  |  |  |  |  |  |  |  |  |
|                                                                            |                                                                            |                                                                            |                                                                            |                                                                            |                                                                            |  |  |                      |                      |                      |                      |                      |                      |                                                                                    |                                                                     |                                                                                          |                                                                                          |                                                                                          |                                                                                          |                                                                                          |                                                                                          |                                                      |                                                      |                                                      |                                                      |                                                      |                                                      |                 |                 |                                                                     |                                                                     |                                                                     |                                                                     |                                                                     |                                                                     |                         |                         |  |  |  |  |  |  |  |  |  |  |  |  |  |  |
|                                                                            |                                                                            |                                                                            |                                                                            |                                                                            |                                                                            |  |  |                      |                      |                      |                      |                      |                      | Gossuin III de Gossoncourt Seigneur de Gossoncourt, Chevalier                      |                                                                     |                                                                                          |                                                                                          |                                                                                          |                                                                                          |                                                                                          |                                                                                          |                                                      |                                                      |                                                      |                                                      |                                                      |                                                      |                 |                 |                                                                     |                                                                     |                                                                     |                                                                     |                                                                     |                                                                     |                         |                         |  |  |  |  |  |  |  |  |  |  |  |  |  |  |
|                                                                            |                                                                            |                                                                            |                                                                            |                                                                            |                                                                            |  |  |                      |                      |                      |                      |                      |                      |                                                                                    |                                                                     |                                                                                          |                                                                                          |                                                                                          |                                                                                          |                                                                                          |                                                                                          |                                                      |                                                      |                                                      |                                                      |                                                      |                                                      |                 |                 |                                                                     |                                                                     |                                                                     |                                                                     |                                                                     |                                                                     |                         |                         |  |  |  |  |  |  |  |  |  |  |  |  |  |  |
|                                                                            |                                                                            |                                                                            |                                                                            |                                                                            |                                                                            |  |  |                      |                      |                      |                      |                      |                      |                                                                                    |                                                                     |                                                                                          |                                                                                          |                                                                                          |                                                                                          |                                                                                          |                                                                                          |                                                      |                                                      |                                                      |                                                      |                                                      |                                                      |                 |                 |                                                                     |                                                                     |                                                                     |                                                                     |                                                                     |                                                                     |                         |                         |  |  |  |  |  |  |  |  |  |  |  |  |  |  |
|                                                                            |                                                                            |                                                                            |                                                                            |                                                                            |                                                                            |  |  |                      |                      |                      |                      |                      |                      | Gosuin IV van Goetsenhoven Seigneur de Gossoncourt, Chevalier †1325                | Gosuin IV van Goetsenhoven Seigneur de Gossoncourt, Chevalier †1325 | Gosuin IV van Goetsenhoven Seigneur de Gossoncourt, Chevalier †1325                      | Gosuin IV van Goetsenhoven Seigneur de Gossoncourt, Chevalier †1325                      | Gosuin IV van Goetsenhoven Seigneur de Gossoncourt, Chevalier †1325                      | Gosuin IV van Goetsenhoven Seigneur de Gossoncourt, Chevalier †1325                      |                                                                                          |                                                                                          | Henri de Gochenhoven Seigneur d'Archennes, Chevalier | Henri de Gochenhoven Seigneur d'Archennes, Chevalier | Henri de Gochenhoven Seigneur d'Archennes, Chevalier | Henri de Gochenhoven Seigneur d'Archennes, Chevalier | Henri de Gochenhoven Seigneur d'Archennes, Chevalier | Henri de Gochenhoven Seigneur d'Archennes, Chevalier |                 |                 | Maître Gauthier (Godefroid) de Vaalbeek / Gossoncourt †1269 ou 1270 | Maître Gauthier (Godefroid) de Vaalbeek / Gossoncourt †1269 ou 1270 | Maître Gauthier (Godefroid) de Vaalbeek / Gossoncourt †1269 ou 1270 | Maître Gauthier (Godefroid) de Vaalbeek / Gossoncourt †1269 ou 1270 | Maître Gauthier (Godefroid) de Vaalbeek / Gossoncourt †1269 ou 1270 | Maître Gauthier (Godefroid) de Vaalbeek / Gossoncourt †1269 ou 1270 |                         |                         |  |  |  |  |  |  |  |  |  |  |  |  |  |  |
|                                                                            |                                                                            |                                                                            |                                                                            |                                                                            |                                                                            |  |  |                      |                      |                      |                      |                      |                      | Gosuin IV van Goetsenhoven Seigneur de Gossoncourt, Chevalier †1325                | Gosuin IV van Goetsenhoven Seigneur de Gossoncourt, Chevalier †1325 | Gosuin IV van Goetsenhoven Seigneur de Gossoncourt, Chevalier †1325                      | Gosuin IV van Goetsenhoven Seigneur de Gossoncourt, Chevalier †1325                      | Gosuin IV van Goetsenhoven Seigneur de Gossoncourt, Chevalier †1325                      | Gosuin IV van Goetsenhoven Seigneur de Gossoncourt, Chevalier †1325                      |                                                                                          |                                                                                          | Henri de Gochenhoven Seigneur d'Archennes, Chevalier | Henri de Gochenhoven Seigneur d'Archennes, Chevalier | Henri de Gochenhoven Seigneur d'Archennes, Chevalier | Henri de Gochenhoven Seigneur d'Archennes, Chevalier | Henri de Gochenhoven Seigneur d'Archennes, Chevalier | Henri de Gochenhoven Seigneur d'Archennes, Chevalier |                 |                 | Maître Gauthier (Godefroid) de Vaalbeek / Gossoncourt †1269 ou 1270 | Maître Gauthier (Godefroid) de Vaalbeek / Gossoncourt †1269 ou 1270 | Maître Gauthier (Godefroid) de Vaalbeek / Gossoncourt †1269 ou 1270 | Maître Gauthier (Godefroid) de Vaalbeek / Gossoncourt †1269 ou 1270 | Maître Gauthier (Godefroid) de Vaalbeek / Gossoncourt †1269 ou 1270 | Maître Gauthier (Godefroid) de Vaalbeek / Gossoncourt †1269 ou 1270 |                         |                         |  |  |  |  |  |  |  |  |  |  |  |  |  |  |
|                                                                            |                                                                            |                                                                            |                                                                            |                                                                            |                                                                            |  |  |                      |                      |                      |                      |                      |                      |                                                                                    |                                                                     |                                                                                          |                                                                                          |                                                                                          |                                                                                          |                                                                                          |                                                                                          |                                                      |                                                      |                                                      |                                                      |                                                      |                                                      |                 |                 |                                                                     |                                                                     |                                                                     |                                                                     |                                                                     |                                                                     |                         |                         |  |  |  |  |  |  |  |  |  |  |  |  |  |  |
| Gottfried van Goetsenove Seigneur de Gossoncourt et de Vaalbeek, Chevalier | Gottfried van Goetsenove Seigneur de Gossoncourt et de Vaalbeek, Chevalier | Gottfried van Goetsenove Seigneur de Gossoncourt et de Vaalbeek, Chevalier | Gottfried van Goetsenove Seigneur de Gossoncourt et de Vaalbeek, Chevalier | Gottfried van Goetsenove Seigneur de Gossoncourt et de Vaalbeek, Chevalier | Gottfried van Goetsenove Seigneur de Gossoncourt et de Vaalbeek, Chevalier |  |  | Mathilde de Lantwyck | Mathilde de Lantwyck | Mathilde de Lantwyck | Mathilde de Lantwyck | Mathilde de Lantwyck | Mathilde de Lantwyck |                                                                                    |                                                                     | Gosuin V van Goetsenove Seigneur de Gossoncourt et de Bas-Heylissem, Chevalier 1320-1346 | Gosuin V van Goetsenove Seigneur de Gossoncourt et de Bas-Heylissem, Chevalier 1320-1346 | Gosuin V van Goetsenove Seigneur de Gossoncourt et de Bas-Heylissem, Chevalier 1320-1346 | Gosuin V van Goetsenove Seigneur de Gossoncourt et de Bas-Heylissem, Chevalier 1320-1346 | Gosuin V van Goetsenove Seigneur de Gossoncourt et de Bas-Heylissem, Chevalier 1320-1346 | Gosuin V van Goetsenove Seigneur de Gossoncourt et de Bas-Heylissem, Chevalier 1320-1346 |                                                      |                                                      | Marie de Velpen                                      | Marie de Velpen                                      | Marie de Velpen                                      | Marie de Velpen                                      | Marie de Velpen | Marie de Velpen |                                                                     |                                                                     | Cécile van Goetsenhoven                                             | Cécile van Goetsenhoven                                             | Cécile van Goetsenhoven                                             | Cécile van Goetsenhoven                                             | Cécile van Goetsenhoven | Cécile van Goetsenhoven |  |  |  |  |  |  |  |  |  |  |  |  |  |  |
| Gottfried van Goetsenove Seigneur de Gossoncourt et de Vaalbeek, Chevalier | Gottfried van Goetsenove Seigneur de Gossoncourt et de Vaalbeek, Chevalier | Gottfried van Goetsenove Seigneur de Gossoncourt et de Vaalbeek, Chevalier | Gottfried van Goetsenove Seigneur de Gossoncourt et de Vaalbeek, Chevalier | Gottfried van Goetsenove Seigneur de Gossoncourt et de Vaalbeek, Chevalier | Gottfried van Goetsenove Seigneur de Gossoncourt et de Vaalbeek, Chevalier |  |  | Mathilde de Lantwyck | Mathilde de Lantwyck | Mathilde de Lantwyck | Mathilde de Lantwyck | Mathilde de Lantwyck | Mathilde de Lantwyck |                                                                                    |                                                                     | Gosuin V van Goetsenove Seigneur de Gossoncourt et de Bas-Heylissem, Chevalier 1320-1346 | Gosuin V van Goetsenove Seigneur de Gossoncourt et de Bas-Heylissem, Chevalier 1320-1346 | Gosuin V van Goetsenove Seigneur de Gossoncourt et de Bas-Heylissem, Chevalier 1320-1346 | Gosuin V van Goetsenove Seigneur de Gossoncourt et de Bas-Heylissem, Chevalier 1320-1346 | Gosuin V van Goetsenove Seigneur de Gossoncourt et de Bas-Heylissem, Chevalier 1320-1346 | Gosuin V van Goetsenove Seigneur de Gossoncourt et de Bas-Heylissem, Chevalier 1320-1346 |                                                      |                                                      | Marie de Velpen                                      | Marie de Velpen                                      | Marie de Velpen                                      | Marie de Velpen                                      | Marie de Velpen | Marie de Velpen |                                                                     |                                                                     | Cécile van Goetsenhoven                                             | Cécile van Goetsenhoven                                             | Cécile van Goetsenhoven                                             | Cécile van Goetsenhoven                                             | Cécile van Goetsenhoven | Cécile van Goetsenhoven |  |  |  |  |  |  |  |  |  |  |  |  |  |  |

### Maître Gauthier de Vaalbeek/Gossoncourt
Le clerc Maître Gauthier de Vaalbeek/Gossoncourt (ou Godefroid ou Godfried) (†1269 ou 1270) est le frère de Gosuin IV et de Henri de Gossoncourt, ainsi que le 3e fils de Gosuin III d'Heverlee, seigneur de Gossoncourt,,,.
Maître Gauthier de Gossoncourt obtient les cures de Tongrinne et de Ligny, ces deux localités étant des fiefs des seigneurs d'Heverlee, et obtient aussi la cure d'Archennes qu'il détient par des accords familiaux, le patronat de l'église d'Archennes appartenant à Henri de Gossoncourt.
Maître Gauthier est cité à partir de 1223 comme curé de Donck, à partir du 19 janvier 1232 comme chanoine à Incourt, à partir d'août 1232 comme prévôt de Saint-Pierre de Louvain, à partir de d'avril 1248 comme chanoine de Saint-Lambert, et coûtre de Saint-Denis à Liège. En outre, le 12 octobre 1261, il apparait dans l'entourage d'Adélaïde, veuve du duc Henri III de Brabant et régente du duché.
Son souvenir est célébré le 18 novembre à Averbode, à Parc et à Saint-Pierre de Louvain.

### Henri de Gochenhoven
Le chevalier Henri de Gossoncourt, seigneur d'Archennes, est le frère de Maître Gauthier,,.
En 1257, le patronat de l'église d'Archennes est conféré à l'abbaye de Parc par le chevalier Henri d'Archennes, qui le donne du consentement de ses héritiers et de son frère Gauthier, prévôt de Saint-Pierre de Louvain,.
Le 11 juillet 1278, Henri de Gochenhoven, seigneur d'Archennes, renonce, en faveur des pauvres de Louvain, à ses droits sur une maison située dans cette ville, dans une ruelle menant au Marché au Bétail.[réf. souhaitée]

### Godefroid van Goetsenhoven

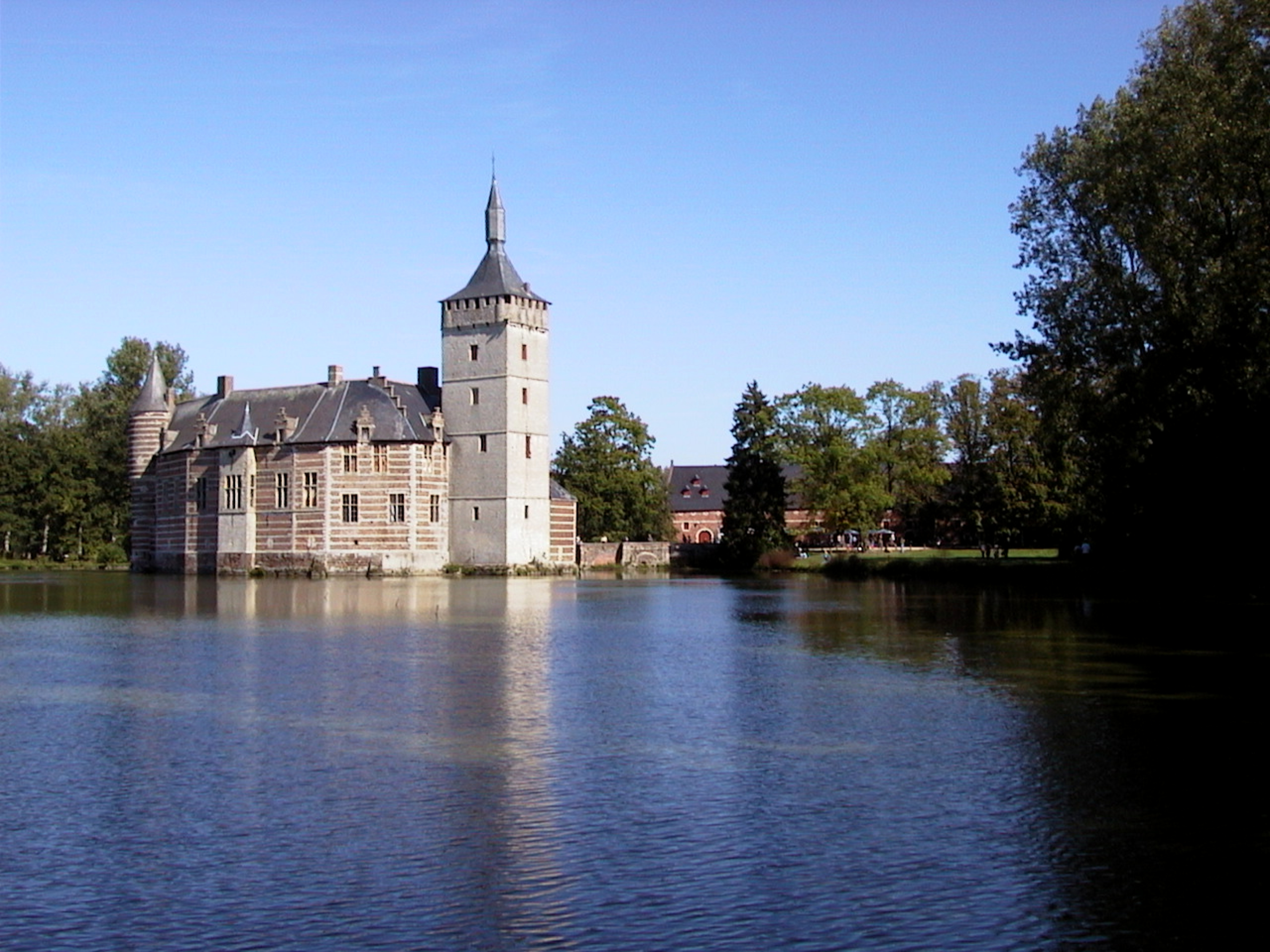
Château de Horst

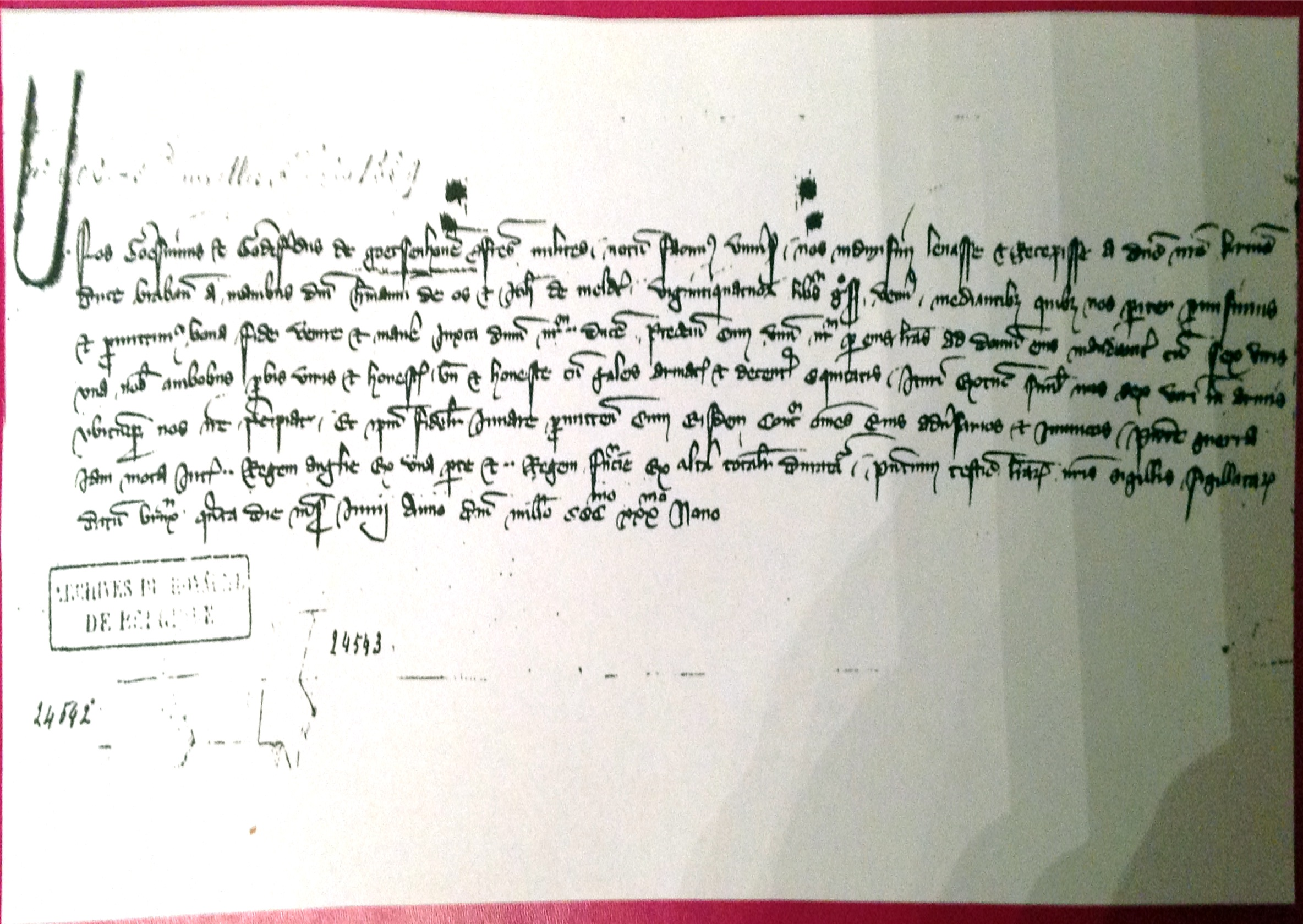
Charte du 5 juin 1339 signée par les frères Goswin et Godefroid van Goetsenhoven, chevaliers

En 1288 ou 1289, Godfried van Goetsenhoven, de la Maison d'Héverlé, seigneur de Gossoncourt et de Vaalbeek, épouse Mathilde de Lantwyck, fille d'Arnold de Lantwyck, chef de nom et d'armes de la famille de Lantwyck, et petite-fille du chevalier Jean de Horst. Ils sont propriétaires du château de Horst en 1292.
- Gossoncourt[note 3]
- Lantwyck[note 4]

Gossoncourt
Lantwyck

Par ailleurs, la charte du 5 juin 1339 traduite du vieux flamand nous apprend que « Les Frères Goswin et Godefroid van Goetsenhoven, chevaliers, déclarent avoir reçu du duc Jean III de Brabant, par intervention du duc de Oss et Jean van Meldert, vingt quatre “ponden oude gros”.  Pour cette somme il se lient de servir le Duc pendant la guerre entre L’Angleterre et la France avec 4 hommes à cheval, armés et munis de casques. »

### Cécile van Goetsenhoven
Cécile van Goetsenhoven, fille de Gosuin IV, s'est mariée avec Henri II de Velpen, dit aussi Henri II Éveraerts,.

### Catherine de Goetsenhoven
Catherine de Goetsenhoven, qui décéda en 1387, fut la 9e abbesse de Herckenrode, un des refuges préférés des demoiselles de haute condition, située à Hasselt. Il est rapporté par ailleurs que l'abbesse Catherine de Goetshoven (1395-1412) est impliquée dans les transactions économiques immobilières. En 1406, elle a conclu un accord sur la reconstruction du chœur de l'église paroissiale de Hasselt, sur laquelle elle disposait des droits de patronage en tant qu'abbesse. Les auteurs font savoir que l'année 1387 indiquée sur son épitaphe doit être erronée. En outre, ils précisent que l'abbesse Catherine est probablement la sœur ou la fille de Goswinus ou Godefridus van Goetsenhoven.

## Quelques porteurs du noms auXVesiècle

### Préambule
À partir du XVe siècle, on ne peut pas toujours être certain que les personnes portant ce patronyme appartiennent à la famille de Gosuin van Goetsenhoven quand les liens de parenté ne sont pas établis. La notoriété des Van Goetsenhoven était liée à la seigneurie de Gossoncourt, et celle-ci est transmise à une branche cousine de la famille par disposition testamentaire de Gosuin V en 1346. Cela étant, le nom de famille perdure dans les sources bibliographiques.

### Abbé Gérard van Goetsenhoven

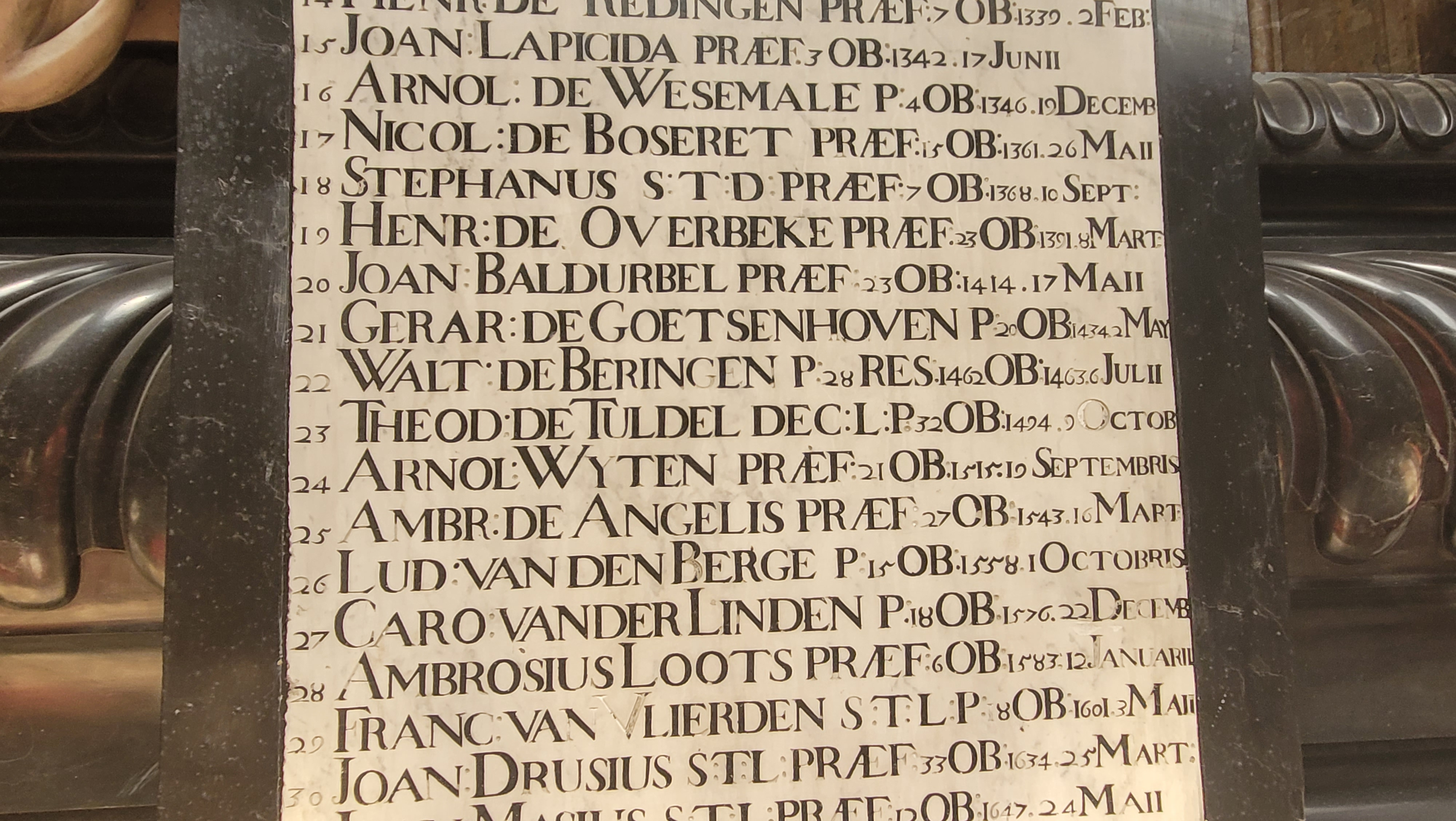
Panneau présent à l'abbaye de Parc identifiant l'abbatiat de Gérard van Goetsenhoven.

Gérard van Goetsenhoven naît vers 1380 d'une branche de la famille établie à Louvain. En tant que 24e abbé de Parc, figure de l'ordre des Prémontrés, il prend une part active aux affaires publiques de son temps. Il est décédé le 2 mai 1434 et est enterré au chapitre de Parc, une pierre tombale recouvrant sa tombe. En 1416, le duc de Brabant Jean IV accorde à Gérard van Goetsenhoven, membre ordinaire des États du Brabant, seigneur de Parc et d'Heverlee, le titre d'archichapelain des Ducs de Brabant.

### Autres personnes
Les sources bibliographiques révèlent les informations suivantes :
- Henri van Goetsenhoven, tailleur de pierre, accompagne, en 1423, l'architecte de la ville de Louvain Jean Baten, pour lever les plans de la salle de l'hôtel du sire de Naast, à Mons, cela afin de la prendre pour modèle quand il s'est agi d'offrir au duc Jean IV de Brabant une nouvelle et vaste salle à son palais de Louvain[15] ;
- Gertrude van Goetsenhoven, abbesse du monastère de Valduc à Beauvechain, confie en 1433 la peinture d'un retable en bois à Jean van Molenbeke, artiste réputé de cette époque[16] ;
- Pierre van Goetsenhoven, orfèvre, est le premier mari de Catherine Mussche, qui, alors veuve, épouse en 1445 en secondes noces Jean Greven, peintre de figures en 1423 et artiste aisé possédant quatre maisons dans la rue de Bruxelles à Louvain, ainsi qu'un vignoble considérable[17] ;
- Gautier van Goetsenhove est un peintre verrier travaillant à Louvain en 1461[18],[note 5] ;
- Maria van Goetsenhoven, fille de la noble maison, devient la 5e abbesse du monastère du Val-Saint-Bernard, à Diest[19] ;
- Messire Gillis de Goidsenhove apparaît[20] comme chevalier de Tirlemont faisant partie du conseil de Brabant ;
- Jeanne van Goetsenhoven, fille de Jan van Goetsenhoven, seigneur de Fologne[note 6], se marie le 7 janvier 1413 avec Gérard de Leeu († 1435), dit van der Aa, échevin de Malines en 1386 et en 1407, lequel appartient à une famille très connue. Ils ont un fils, Jan van der Aa (né en 1407), seigneur de Opstal[21],[a] ;
- Wouter van Goidsenhoven, né vers 1470, porte les armes d'argent à trois tourteaux d'azur, chargés chacun d'un annelet d'or de même grandeur, avec pour cimier un annelet d'or entre un vol d'azur. Il possède une maison à Nerm sous Hoegaarden[22],[23],[b] ;
- Un fils de la maison de Gossoncourt s'est marié avec la 8e fille d'Yve de Monserant, sans descendance[24] ;
- L'ancienne et noble famille des Van Ranst, sortie des Berthout, seigneurs de Malines et de Grimberghe, est proche des Van Goetsenhoven[note 7].

De l'avis du savant Edouard Van Even, la seigneurie des Van Goetsenhoven a dû passer en d'autres mains dans la seconde moitié du XVe siècle. Les Van Goetsenhoven ont disparu du quartier de Tirlemont, et on les retrouve, à partir de cette époque, dans les quartiers de Louvain et dans la seigneurie de Malines.

## Quelques porteurs du nom auXVIesiècle

### Laureys van Haecht Goidtsenhoven
L'humaniste Laurentius Haechtanus (ou Laurent van Godsenhoven, Laurentius Van Haecht Goidtsenhoven ou Laureys van Haecht Goidtsenhoven) naît à Malines en 1527 et meurt à Anvers en 1603,. Il est surtout connu comme poète latin auteur du livre d'emblèmes Μικροκόσμος. Parvus Mundus (Anvers, 1579) et (Francfort, 1644). Il est aussi l'auteur d'une Chronique des Ducs de Brabant (T'Handt, 1606) dont on connaît aussi une seconde édition (Anvers, 1612),.

### Autres personnes
Les sources bibliographiques révèlent les informations suivantes :
- Élisabeth van Goetsenhoven épouse Lambert van Thuylt dont la sœur Alyt van Thuylt n'est autre que la femme du célèbre peintre Quentin Metsys, Lambert van Thuylt ayant séjourné à Tongres en 1502, habité la ville de Diest en 1506 et 1526 et demeuré à Louvain en 1545[27] ;
- Gérard van Goedsenhoven occupe de 1573 à 1578 les fonctions de doyen du chapitre de l'église Saint-Germain de Tirlemont[28] ;
- Jonkheer (Messire) Jaspar van Goedtsenhoven, au recensement fait à Louvain en 1597 dans cette ville, habite avec sa femme et ses deux enfants, le Vischmerkt, paroisse de Saint-Pierre. Dans la même année et la même paroisse, habite Magdalena van Goedtsenhoven, dans la Steenstraat[29].

## Quelques porteurs du nom auXVIIesiècle
Plusieurs porteurs significatifs du nom de famille sont recensés, plus bas, dans la section consacrée à la généalogie de Wouter van Goidsenhoven. Notons ici par exemple que :
- Roch van Godsenhoven, cité aussi comme Goedsenove ou Goidsenove ou Goidtsnoven, naît à Louvain en 1648, devient secrétaire de sa ville natale et receveur du Saint-Esprit ;
- Marie-Thérèse van Godsenhoven, sa fille, née en 1679, épouse Jean Laurant de Vroye, bourgmestre de Louvain de 1713 à 1716.

## Quelques porteurs du nom auxXVIIIeetXIXesiècles
Les porteurs du nom Van Goetsenhoven se disséminent peu, comme c'est le cas de la plupart des familles de l'époque rurale, et c'est surtout dans le Brabant qu'on les rencontre. Parmi eux, en dehors d'un groupe familial connu à Louvain, un groupe du même nom s'installe à cette époque à Bierbeek, et dont sont sortis presque tous ceux qui existent actuellement dans les communes au nord-est de Louvain.

Implantations de la branche Van Goetsenhoven
Ville de Louvain
Ville de Bierbeek

Une branche se fixe à la même époque à Vieux-Heverlee, et par suite d'une étourderie de Otto Van Goetsenhoven (ayant épousé Élisabeth Medaerts) ou de celle du curé, dans le cadre du baptême de son fils Balthazar, ce fils est inscrit sous l'orthographe Van Godtsenhoven. Les Van Godtsenhoven prospèrent notamment à Bruxelles, mais très vite, au XIXe siècle, certains de ses membres migrent en France, notamment dans le Nord et dans la région parisienne. On en trouve aussi en Dordogne aujourd'hui.

Migrations de la branche Van Godtsenhoven
Ville de Vieux-Heverlee.
Ville de Bruxelles.
Département du Nord.
Région Île-de-France.

## Quelques porteurs du nom auXXesiècle

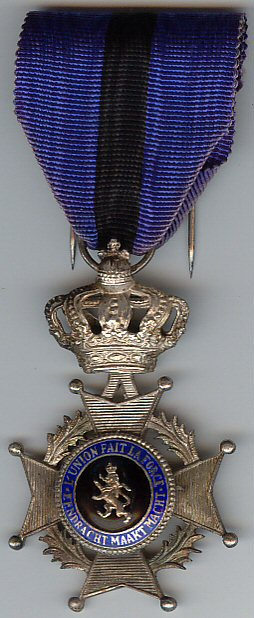
Croix de Chevalier de l'Ordre de Léopold II.

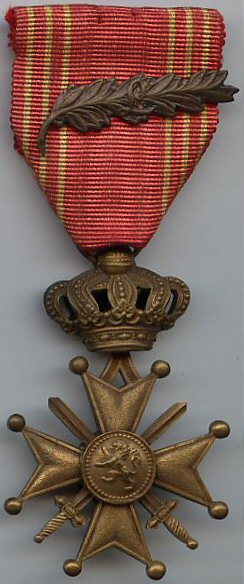
Croix de guerre 1940-1945 avec palme.

Oscar Van Godtsenhoven (1908-1988) est un romancier belge d'expression française, plus connu sous le pseudonyme Jan Van Dorp. Son fils, Patrick Van Godtsenhoven (1941-1977), est un navigateur et écrivain belge disparu en mer.
Autrement, lors de la Première Guerre mondiale, René Georges Van Godtsenhoven, soldat au 5e régiment de chasseurs d'Afrique, disparaît au combat le 24 octobre 1917 dans le Chemin des Dames (Aisne). Son nom figure sur le monument aux morts de Rosny-sous-Bois (Seine-Saint-Denis), ainsi que sur le monument aux Parisiens morts du cimetière du Père Lachaise inauguré en 2018.
Lors de la Seconde Guerre mondiale, le 10 mai 1940, le jour même où les Allemands envahissaient la Belgique, Roland Van Godtsenhoven, domicilié à Paris mais mobilisé comme Belge, trouve la mort dans la bataille du pont de Kanne, sur le canal Albert, alors qu'il défend le complexe fortifié d'Eben-Emael. Il est décoré, à titre posthume, de la Croix de Chevalier de l'Ordre de Léopold II avec palme et de la Croix de guerre avec palme.

## Porteur du nom auXXIesiècle
Gaëtan Van Goidsenhoven est sénateur en Belgique depuis le 4 juillet 2019 et chef de groupe MR depuis le 8 octobre 2019.

## Exemple d'une généalogie ancienne - Wouter van Goidtsnoven
Une publication très détaillée, d'une généalogie van Goidsenhoven sur douze générations, entre 1470 et 1929, est présentée, ci-dessous, de façon simplifiée et compacte. Elle révèle des personnes ayant vécu dans les communes suivantes : L'Écluse, Hoegaarden, Saint-Géry, Noirmont, Jodoigne, Mélin, Affligem, Louvain, Meldert, Beauvechain, Tirlemont, Incourt, Saint-Jean-Geest, Longueville, Jodoigne-Souveraine, Bruxelles, Aische-en-Refail, Etterbeek, et ayant exercé les métiers suivants : censier, prêtre, chanoine, échevin, bourgmestre, fermier, brasseur, marchand graissier, greffier, béguine, chef mayeur, avocat, secrétaire communal, receveur du Saint-Esprit, notaire, bailli, maïeur, religieuse, pensionnaire communal, lieutenant.
- Génération 1 : Wouter van Goidtsnoven (vers 1470).
- Génération 2 : six personnes recensées.
- Génération 3 : huit personnes recensées.
- Génération 4 : huit personnes recensées.
- Génération 5 : huit personnes recensées, dont :
  - Roch van Goidtsenoven († 12-1-1666 L'Écluse), censier de Wahange à L'Écluse, marié avec Catherine Vlemincx.
  - Pierre van Goidtsenhoven († avant le 11-3-1661), prêtre et chanoine à Hoegaarden en 1639.
  - Hendrick van Godsnoven, échevin de Hoegaarden en 1641, bourgmestre en 1650, censier de del Mee à Saint-Géry, marié avec Barbe Collaert.
  - Gonus van Godtsnoven, censier à Noirmont, probablement marié avec Anne de Woz.
  - Martin van Godsnoven († avant 1654), fermier, brasseur à Nerm, bourgmestre de Hoegaarden en 1632, marié le 11-10-1627, à Hoegaarden, avec Gertrude Hermans († 25-08-1676), fille de Jan Hermans, échevin, et de Maria Bietens.
- Génération 6 : vingt-trois personnes recensées, dont :
  - Raes (ou Érasme) van Goidtsenoven († 20-4-1671 Jodoigne), étudiant à l'Université de Louvain en 1640, échevin et greffier de Mélin en 1661, échevin de Jodoigne en 1658-1659, échevin de la cour d'Affligem en 1658-1665, marié le 10-9-1653 avec Marie-Madelaine de l'Escaille.
  - Gorgon van Goidtsnoven († 2-12-1673 Louvain), marchand graissier à Louvain, marié le 2-3-1648 avec Hélène Janssens.
  - Barthélémy van Goidtsnoven (vers 1621), bourgmestre de Jodoigne en 1661-1665 et 1680-1687, marié avec Élisabeth Bernard.
  - Roch van Goidtsnoven, junior (vers 1615 - † 7-9-1702 Meldert), échevin de Meldert en 1687, censier de l'Hof ter Meeren appartenant à l'infirmerie du Grand Béguinage de Louvain, marié avec Marguerite van der Willighen (alias Delsaux).
  - Jean van Goidtsenhoven (10-9-1630 Hoegaarden), inscrit à l'Université de Louvain le 27-2-1649 (Pédagogie du Porc).
  - Catherine van Goidtsenhoven (4-7-1635 Hoegaarden - † 23-1-1705 Beauvechain), mariée le 5-8-1657 avec Michel Beys, greffier de Beauvechain et censier de l'abbaye de Gembloux à Beauvechain.
  - Martin van Goidtsenhoven (20-2-1638 Hoegaarden - † 17-9-1661 Hoegaarden), étudiant en théologie le 13-9-1660, inscrit à la Pédagogie du Porc en 1657, il fut pourvu de la chapellenie perpétuelle fondée à Meldert dans la chapelle Sainte-Ermelinde.
  - Gertrude van Goidtsenhoven (14-12-1642 Hoegaarden), béguine à Tirlemont le 14-2-1682.
  - Antoinette van Goidtsenhoven (30-4-1645 Hoegaarden - † 18-4-1714 Hoegaarden), mariée le 26-2-1669, à Hoegaarden, avec Jean Rega (juin 1638 Outgaarden - † 3-1-1713 Hoegaarden), brasseur, bourgeois de Hoegaarden.
- Génération 7 : vingt-neuf personnes recensées, dont :
  - Philibert François van Goidtsnoven (23-12-1655 Jodoigne - † 8-1-1731 Jodoigne), échevin d'Incourt en 1676 et 1680, chef mayeur de Saint-Jean-Geest en 1709, greffier de Jodoigne, d'Incourt et de Longueville. Sa pierre tombale se trouve autour du chœur de l'église Saint-Médard de Jodoigne. Marié avec Catherine de Fraiteur. Remarié le 23-7-1714 avec Marie-Barbe Thomas.
  - Roch van Goidtsnoven (24-12-1648 Louvain), avocat, secrétaire de la ville de Louvain, receveur du Saint-Esprit, notaire. Marié le 29-11-1670 avec Barbara Everaerts. Remarié le 24-11-1674 avec Delle Suzanne Otto.
  - Jean van Goidtsnoven (13-10-1650 Jodoigne), censier à Overlaer en 1699.
  - Mathieu van Goidtsnoven (2-3-1652 Jodoigne), inscrit à l'Université de Louvain le 6-11-1669.
  - Jean Joseph van Goidtsnoven (30-6-1653 Jodoigne), inscrit à l'Université de Louvain le 21-11-1670.
- Génération 8 : seize personnes recensées, dont :
  - Jean Charles van Goidtsnoven (24-9-1692 Jodoigne - † 4-5-1777 Jodoigne), bailli de Jodoigne en 1734, seigneur de Saint-Martin, maïeur de Saint-Jean-Geest de 1732 à 1755, marié le 24-8-1738 avec Catherine Blondeau de Wavre.
  - Marie Ermeline van Goidtsnoven (29-10-1695 Jodoigne), religieuse au cloître des Dames Blanches à Louvain.
  - Philibert Emmanuel Joseph van Goidtsnoven (30-3-1718 Jodoigne), maïeur de Jodoigne-Souveraine en 1757, marié le 25-1-1769 avec Marie Gertrude Baugniet.
  - Marie-Thérèse van Goidtsnoven (30-5-1678 Louvain - † 29-10-1748 Louvain), mariée le 21-11-1701 avec Jean Laurent de Vroey, seigneur de Linden.
  - Sara van Goidtsnoven (24-6-1686 Louvain - † 24-3-1767 Louvain), mariée le 20-8-1724 avec Jean Dominique van Buggenhout, licencié en droit, secrétaire puis pensionnaire de la ville de Louvain.
  - Jean Louis van Goidtsnoven (1-9-1690 Louvain - † 11-10-1711 Louvain - épitaphe au couvent des Dominicains), lègue à sa sœur Marie-Thérèse, la seigneurie de Haquedeau.
  - Jeanne Philippine van Goidtsnoven (24-7-1692 - † 14-11-1734 Louvain), mariée le 30-1-1712 avec Pierre Joseph van Bemmel, écuyer, échevin de Louvain.
- Génération 9 : dix personnes recensées, dont :
  - Jean-Charles Junior van Goidtsnoven (20-3-1741 Jodoigne - † 9-11-1791 Jodoigne), avocat au Conseil souverain de Brabant, seigneur de Saint-Martin et lieutenant dans l'Armée Belgique.
  - Philibert Emmanuel Junior van Goidtsnoven (1-9-1773 Jodoigne - † 9-10-1861 Bruxelles), avocat, marié le 1-9-1818 avec Rose Philippart.
- Génération 10 : une personne recensée :
  - Eugène van Goidtsnoven (31-5-1821 Bruxelles - 9-6-1862 Bruxelles), marié le 23-8-1855 avec Pauline van der Kun.
- Génération 11 : une personne recensée :
  - Léopold van Goidtsnoven (31-10-1856 Bruxelles - 20-8-1929 Aische-en-Refail), marié le 28-4-1881 avec la comtesse Henriette van der Burch.
- Génération 12 : une personne recensée :
  - Madeleine van Goidtsnoven (17-1-1882 Bruxelles - 14-2-1927 Etterbeek), mariée le 21-10-1907 avec Guy comte d'Aspremont Lynden.

## Héraldique

### Armorial
Cet armorial reprend les armes portées par divers groupes familiaux ou personnes de ce nom.
| Blason | Blasonnement | Nom du ou des porteurs |
| ------ | --- | --- |
|        | D'or, au sautoir de sable. | Gosuin van Goetsenhoven (ou de Gossoncourt ou van Gotsenhoven ou de Gossencourt) († 1260) et des membres de sa famille, avant transmission à un cousin dénommé Walter de Golard en 1346. |
|        | D'or, au lion rampant de gueules.                                                                                                   | van Goidtsenhoven. |
|        | Parti : au premier d'azur à l'aigle éployée d'or, au second de sable à un sautoir engrêlé d'argent.                                 | Gérard van Goetsenhoven (né vers 1380) (24e abbé de Parc de 1414 à 1434). |
|        | D'argent à trois tourteaux d'azur, chargés chacun d'un annelet d'or de même grandeur. Cimier : un annelet d'or entre un vol d'azur. | Wouter van Goidsenhoven (né vers 1470) et ses descendants pendant plus de 450 ans,. |

### Devise
On peut relever qu'une famille van Goidsenhoven a eu, dans le passé, comme devise : Sans nul recours.

### Sceaux familiaux

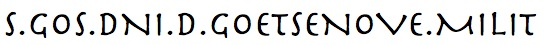
Inscription figurant sur le sceau : S[IGILLUM] GOS[UINI] D[OMI]NI D[E] GOETSENOVE MILIT[IS].

Le sceau original du seigneur Gosuin de Goetsenove, Chevalier, est conservé aux Archives générales du Royaume de Belgique, près de la place Royale, à Bruxelles. Il reprend les armoiries d'or au sautoir de sable.
La traduction de l'inscription en latin figurant sur le sceau de Gosuin van Goetsenhoven donne : SCEAU DE GOSUIN SEIGNEUR DE GOETSENHOVE CHEVALIER
Différents sceaux pour le nom Gossoncourt.

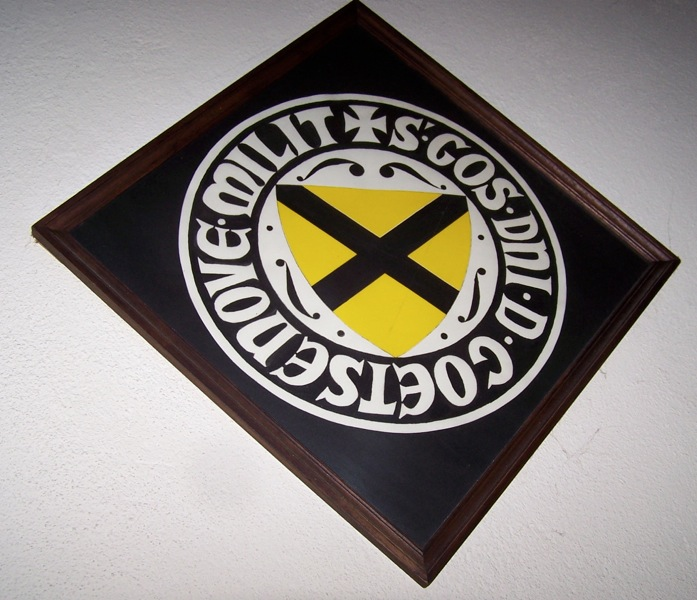
Copie du sceau de Gosuin de Goetsenhove.